# فرودگاه جزیره وایهیکی
فرودگاه جزیره وایهیکی (به انگلیسی: Waiheke Island Aerodrome) یک فرودگاه خصوصی است که یک باند فرود چمن دارد و طول باند آن ۶۵۵ متر است. این فرودگاه در کشور نیوزلند قرار دارد و در ارتفاع ۱۳۷ متری از سطح دریا واقع شده‌است.